# 800.
◄ | 7. stoljeće | 8. stoljeće | 9. stoljeće | ►
◄ | 770-ih | 780-ih | 790-ih | 800-ih | 810-ih | 820-ih | 830-ih | ►
◄◄ | ◄ | 797. | 798. | 799. | 800. | 801. | 802. | 803. | ► | ►►
Astronomija • Književnost • Kršćanstvo • Pravo • Promet

## Događaji
- 25. prosinca – Lav III. u Staroj bazilici sv. Petra okrunjuje franačkog kralja Karla Velikog za Svetog Rimskog Cara.
- U Mezoamerici počinje kultura Itzá (približni datum).

## Rođenja
- papa Nikola I. (približni datum).
- (788. ili 800.) – Metodije I., Carigradski patrijah .

## Vanjske poveznice
|  | Zajednički poslužitelj ima još gradiva o temi 800. |